# 藍寶石大歌廳
藍寶石歌廳成立於1967年
藍寶石大歌廳是臺灣秀場文化的重要符號之一，位於高雄市新興區八德二路與同愛街上，由裝潢者李再富（台北仔）裝潢，為大高雄地區扮演1970年代到1980年代娛樂文化的山頭之一。藍寶石成立於1975年，至1995年結束營業，創始者蔡有望與其妻陳鶯合力經營，曾經轟動全台及東南亞。當年老三台歌手想盡辦法求經紀人看能否上一檔藍寶石的秀，歌手間有著「沒上過藍寶石，要紅成為歌星很困難」的共識，而且只要在藍寶石歌廳演出過後，回北部以後的演出之後"身價"酬勞價碼也會提升兩三倍以上，所以多位歌星都會爭認歌廳老闆"陳鶯"為乾媽。藍寶石經營久了，終不敵歌星回來演出的價錢漲了兩三倍，原因是隔街有766個座位的今日大歌廳加入，引起爭星戰。陳鶯特請「裝潢怪才」李再富（台北仔）執刀，把藍寶石全面進行裝修，從538個座位增裝到738個座位重新開幕。藍寶石重新開幕後第一檔秀由楊登魁聘諧星許不了，上檔就轟動，連演三檔（一檔為七天），共21天場場客滿；楊登魁扣除裝潢費、星價、稅金，總淨賺525萬。楊登魁的娛樂圈處女作拜"台北仔"賺到的第一筆錢，更為了酬謝該次的成功裝潢，特撥出五十萬贈予裝潢者李再富，後來經陳智雄、楊登魁與林崑海等等，其中楊登魁與林崑海成為台灣電視界的指標人物——楊登魁是八大電視創辦人，林崑海是三立電視董事長，故藍寶石被暱稱為八大電視與三立電視之母。

## 誕生
藍寶石歌廳位於同愛街35巷。在民國64年（1975年）前，藍寶石是一塊空地，而後方是高雄二號運河－幸福川，幾棟房子同一條街上也有戲園。民國64年，同愛街上四周圍的房子陸陸續續的蓋起來，董事長兼創辦人蔡有望向藍寶石歌廳原地主林氏望族承租這塊地之後，以鐵皮搭建的歌廳建築架構，創始人蔡有望與陳鶯聘設計家梁牧養、李再富裝潢設計，也開啟高雄第一家歌廳的歷史，經過一番熱心經營，轟動一時北高南觀眾，更紅及東南亞，歌廳幾乎常常客滿，起先開幕原座位是一張桌子兩個椅子，兩位觀眾，客滿也不過一兩百人，而且入場時要在售票窗購票，所謂的票是以(銅製圓形)20元入場，然而未想到跟本不能滿足喜歡看大歌星的觀眾，廳裡人滿滿的，於是 蔡有望 與 陳鶯 暫時停業，想辦法增加廳裡的座位到兩百個，卻還是客滿到要售(站票)但裏面近兩百多坪，坐位只能增到三百多個席坐位，不勘多家歌廳陸續加入競爭，漸近虧損累累，董娘陳鶯特聘全台裝潢高手「台北仔」李再富先生對歌廳大翻修，並把座位增加到五百多席，(幾年後增加至七百多)，果真提升競爭力輝煌的經營成功。

## 創造商機
同愛街原本是一個平凡小街道，藍寶石的誕生讓當地房價飄高，店面一間一間的開幕，整條同愛街像一個小鬧區。據當地居民所講，當時居住在八德二路的人想要與同愛街的人換房子也沒得換。藍寶石的誕生也創造了無限商機，同一條街上有一個戲院叫今日戲院，而今日戲院與藍寶石的地主林迦同一人，在早時代買賣的單位是算一甲或數甲的買賣，但到那西北地區娛樂場所續開密集並繁榮的開始，多家而炒高了地價，一坪一坪的賣達數十萬，參合了(西北)(東南電影院)(今日大歌廳)(世雄夜總會)熱鬧滾滾的商機踴入。
臺灣電視公司綜藝節目《就在今夜》曾經派出外景主持人張月麗採訪藍寶石，片段收錄於2017年5月播出的豬哥亮逝世特別節目《人生謝幕 豬哥亮傳奇》。
2022年7月30日、7月31日兩天，高雄流行音樂中心復刻70年代舞台於高流海音館重返《真愛秀 藍寶石大歌廳》，由張秀卿、邵大倫擔綱主持。歌手陳美鳳、林慧萍、洪榮宏、李翊君、黃妃、龍千玉、蔡小虎、王彩樺、曾心梅、荒山亮、蔡昌憲、謝金晶輪番登場。打造萬人豪華大型歌廳秀，疫情期間票房卻銷售一空，創下高流海音館連兩日萬人滿座盛況。

## 駐場藝人
藍寶石大歌廳首批駐唱的歌手有吳佳珊姊妹、澎翠、陳亮吟、高陽、佳陽，林克，淩峰，陳一鳴，賀一航、豬哥亮、康弘、黃西田、陳今佩、李登才、素珠、余天、邢峰、張菲、高凌風、梁一、梁二、李秀齡、歌廳經理林世芳等藝人，都是藍寶石大歌廳當年大牌藝人與主持人；最大牌藝人主持人就是豬哥亮。當年豬哥亮是由「急智歌王」張帝引薦給當年藍寶石大歌廳經理陳智雄，之後都在藍寶石演短劇、寫劇本；直到有一天豬哥亮當代理主持人一炮而紅，就晉升為藍寶石大牌主持人。因為人紅是非多，1988年10月8日，豬哥亮在藍寶石大歌廳後方被槍擊，生命垂危。藍寶石大大小小藝人，全都是當今線上最火紅的藝人。

## 與電視台的淵源
藍寶石被戲稱是八大電視與三立電視之母，當時豬哥亮是由楊登魁捧紅，林崑海是把《豬哥亮歌廳秀》拍成錄影帶來販賣、出租。當年三立影視（三立電視前身）《豬哥亮歌廳秀》的錄影現場是藍寶石歌廳，以藍寶石做為第一個錄影基地；而楊登魁創立巨登育樂（八大電視前身），製作《豬哥亮俱樂部》；這兩個節目就是兩家公司的第一個歌廳秀錄影帶系列。

## 沒落
沒落可說是賺到錢的藝人消滅了台灣南北娛樂圈，以至後來歌星，藝人終於沒錢賺，最嚴重是藝界霸王藍寶石大歌廳，由於南下的歌星一次次的把價碼提高，又有多位東南亞知名的經紀人操控，譬如說某位歌星藍寶石已經簽上了，但經紀人會把一星兩簽，藍寶石出價一天新臺幣10萬元，但又已被炒高到另一家歌廳價錢提高到一天20萬元，每每如此，如此藍寶石被價錢壓得喘不過來，再來娛樂稅提高兩至三倍，每一檔場場客滿也虧錢，光是一張門票由開幕售新臺幣20元到數年後一張票三百元至千元以上，更可議的是歌廳外面的黃牛票一票叫賣到千元以上，幾乎比歌廳賺得還多，再來電視頻道越來越多，歌廳也不敷流行趨勢，從華麗到式微與結束，也讓同愛街慢慢衰退、繁華不再。藍寶石大歌廳在1995年歇業，當地民眾對藍寶石歌廳的記憶也慢慢淡忘，藍寶石歌廳也成為台灣歌廳的一個歷史遺址。現在藍寶石歌廳已被拆除改建為透天厝，此透天厝名稱為「藍寶石」，讓同愛街的人記得當年藍寶石歌廳的風光永留傳。

## 事件
1983年4月2日，高凌風在藍寶石大歌廳作秀後，因秀場合約糾紛，遭到幫派大哥楊雙伍手下開槍射傷。
1988年10月8日，豬哥亮在藍寶石大歌廳後方遭槍擊。2009年5月13日，中天綜合台《康熙來了》播出主題〈我在豬哥亮身邊的日子〉，賀一航回憶，當時他看到一個黑道大哥帶了一個小弟向豬哥亮討債，小弟拿一支手槍抵住豬哥亮的背部要豬哥亮跟他們走，不料手槍走火，他一聽到槍聲就趴下，他起來時就看到豬哥亮已中彈。
2008年，濁水溪公社發行專輯《藍寶石》，即為紀念藍寶石大歌廳。
2019年1月25日三立電視尾牙，三立電視總經理張榮華透露，高雄市政府向三立電視發出合作邀請，要聯手重現藍寶石歌廳秀的輝煌。
2022年7月30、31日，高雄流行音樂中心海音館舉辦萬人豪華大型歌廳秀《真愛秀·藍寶石大歌廳》，由張秀卿、邵大倫擔綱主持，歌手陳美鳳、林慧萍、洪榮宏、李翊君、黃妃、龍千玉、蔡小虎、王彩樺、曾心梅、荒山亮、蔡昌憲、謝金晶輪番登場。票房銷售一空，創下海音館連兩日萬人滿座盛況。
2023年3月14日，高雄流行音樂中心宣布海音館將於5月13、14日舉辦《2023真愛秀·藍寶石大歌廳》，由王彩樺、邵大倫擔綱主持，歌手白冰冰、康弘、黃西田、蔡秋鳳、羅時豐、林淑容、葉璦菱、澎澎、張秀卿、西卿輪番登場。

## 外部連結
- 歌廳新聞[]
- 歌廳網誌 （页面存档备份，存于）
- 豬哥亮崛起歌廳　打工小弟變天王[]